# Ґутово-Страдзино
Ґутово-Страдзино (пол. Gutowo-Stradzyno) — село в Польщі, у гміні Завідз Серпецького повіту Мазовецького воєводства.
Населення — 97 осіб (2011).
У 1975-1998 роках село належало до Плоцького воєводства.

## Демографія
Демографічна структура станом на 31 березня 2011 року:
|          | Загалом | Допрацездатний вік | Працездатний вік | Постпрацездатний вік |
| -------- | ------- | ------------------ | ---------------- | -------------------- |
| Чоловіки | 52      | 14                 | 34               | 4                    |
| Жінки    | 45      | 10                 | 24               | 11                   |
| Разом    | 97      | 24                 | 58               | 15                   |